# Milan Haborák
Milan Haborák (Prešov, 11 gennaio 1973) è un ex pesista slovacco.
Ha ricevuto due squalifiche per doping: la prima di due anni nel 2004, poco prima delle olimpiadi di Atene, e la seconda a vita il 22 luglio 2010 dopo essere stato trovato positivo allo stanozololo ad un test antidoping effettuato il 21 giugno.

## Record nazionali

### Seniores
- Getto del peso 20,87 m ( Turnov, 23 maggio 2004)

## Palmarès
| Anno | Manifestazione           | Sede       | Evento         | Risultato | Misura  | Note                          |
| ---- | ------------------------ | ---------- | -------------- | --------- | ------- | ----------------------------- |
| 1991 | Europei juniores         | Salonicco  | Getto del peso | 4º        | 16,87 m |                               |
| 1992 | Mondiali juniores        | Seul       | Getto del peso | 4º        | 17,97 m | Miglior prestazione personale |
| 1999 | Mondiali                 | Siviglia   | Getto del peso | 28º       | 18,37 m |                               |
| 2000 | Olimpiadi                | Sydney     | Getto del peso | 11º       | 19,06 m |                               |
| 2001 | Mondiali indoor          | Lisbona    | Getto del peso | 7º        | 20,05 m |                               |
| 2001 | Universiadi              | Pechino    | Getto del peso | Bronzo    | 19,90 m |                               |
| 2001 | Mondiali                 | Edmonton   | Getto del peso | 16º       | 19,51 m |                               |
| 2002 | Europei                  | Monaco     | Getto del peso | 10º       | 19,40 m |                               |
| 2003 | Mondiali indoor          | Birmingham | Getto del peso | 7º        | 20,21 m |                               |
| 2003 | Mondiali                 | Parigi     | Getto del peso | 12º       | 19,95 m |                               |
| 2003 | Giochi mondiali militari | Catania    | Getto del peso | Oro       | 19,55 m |                               |
| 2007 | Mondiali                 | Ōsaka      | Getto del peso | 18º (q)   | 19,55 m |                               |
| 2008 | Mondiali indoor          | Valencia   | Getto del peso | 13º       | 19,80 m |                               |
| 2008 | Olimpiadi                | Pechino    | Getto del peso | 30º       | 19,32 m |                               |
| 2009 | Europei indoor           | Torino     | Getto del peso | 7º        | 19,51 m |                               |